# Berberin
Berberin tilhører gruppen af isochinolinalkaloider. Stoffet findes i naturen som et sekundært stofskifteprodukt hos mange planter, og det kan udvindes af forskellige berberisarter (f.eks. Almindelig Berberis) eller arter af Guldsegl-slægten (f.eks. ’’Hydrastis canadensis’’)). Stoffet danner mørkt granatrøde, nåleagtige krystaller, men det bruges også i en citrongul opløsning i æter. Berberin har samleformlen C20H17NO4, men stoffet bruges mest i form af det forholdsvist stabile svovlsure salt, berberinsulfat (C20H19O5, H2SO4).
Berberin er en base, og det smager bittert. Det virker antiseptisk over for bakterier og amøber. Desuden virker stoffet beroligende på centralnervesystemet. Det har været anvendt i traditionel, kinesisk lægekunst, men er også afprøvet under kontrollerede forhold i Vesten.
Produkter med et indhold af berberin forhandles ofte som naturmedicin og gerne under det engelskklingende navn "berberine bisulphate".